# Listy z daleka
Listy z daleka – trzeci album Olgi Bończyk, wydany 21 listopada 2011 roku. Na płycie znajdują się piosenki śpiewane przez Kalinę Jędrusik. Album ten został wydany w 80. rocznicę urodzin i 20. śmierci aktorki.

## Lista utworów
1. "Nieduża miłość" (muz. Jerzy Wasowski, sł. Jeremi Przybora)
2. "Ciepła wdówka" (muz. Jerzy Wasowski, sł. Jeremi Przybora)
3. "Kalinowe serce" (muz. Jerzy Wasowski, sł. Jeremi Przybora)
4. "Nie pożałuje Pan" (muz. Jerzy Wasowski, sł. Jeremi Przybora)
5. "La Valse Du Mal" (muz. Jerzy Matuszkiewicz, sł. Wojciech Młynarski)
6. "W Kawiarence Sułtan" (muz. Jerzy Wasowski, sł. Jeremi Przybora)
7. "Nie budźcie mnie" (muz. Jerzy Wasowski, sł. Jeremi Przybora)
8. "S.O.S." (muz. Jerzy Wasowski, sł. Jeremi Przybora)
9. "Na całej połaci śnieg" (muz. Jerzy Wasowski, sł. Jeremi Przybora)
10. "Jesienna dziewczyna" (muz. Jerzy Wasowski, sł. Jeremi Przybora)
11. "Zmierzch" (muz. Jerzy Wasowski, sł. Jeremi Przybora)
12. "Ja nie chcę spać" (muz. Krzysztof Komeda, sł. Agnieszka Osiecka)